# Nurdug II
Nurdug II (i dag Aileen) er en båd bygget på Københavns Flydedok & Skibsværft i 1911 og komstruered af Werner Hansen som med dansk besætning vandt Danmarks første OL-medalje (sølv) i sejlsport ved OL 1912 i Nynäshamn i 6 meter-klassen. 
De tre danskere på Nurdug II, Hans Meulengracht-Madsen, Sven Bernth Thomsen og Steen Herschend havde en hård kamp mod brødrerne Thubé i den franske båd Mac Miche. Begge både vandt en enkelt sejlads inden finalesejladsen, der faldt ud til franskmændenes fordel,
Båden ejedes ved OL af Otto Reedz-Thott. Den er i dag istandgjort og ejes af den olympiske guldvinder fra 1996 Torben Grael fra Brasilien.
Nurdug IIs søsterbåd Nurdug I var anmældt til OL 1912 men kom ikke til start.